# Fator de forma (design)
Fator de forma é um aspecto de design que define o tamanho e o formato dos dispositivos eletrônicos e de seus componentes físicos (hardware). Um fator de forma (padrão de design industrial) pode representar uma classe de componentes com tamanho semelhante ou padrão de tamanho específico.

## Evolução e padronização
Avanços tecnológicos levaram o hardware eletrônico a reduzir de tamanho, seguindo a lei de Moore e padrões relacionados, fatores de forma cada vez menores tornaram-se viáveis. Alguns avanços específicos, como o PCI Express, tiveram um impacto significativo no projeto, embora os fatores de forma tenham sido historicamente mais lentos para evoluir do que os componentes individuais. A padronização dos fatores de forma é vital para a compatibilidade de hardware de diferentes fabricantes.

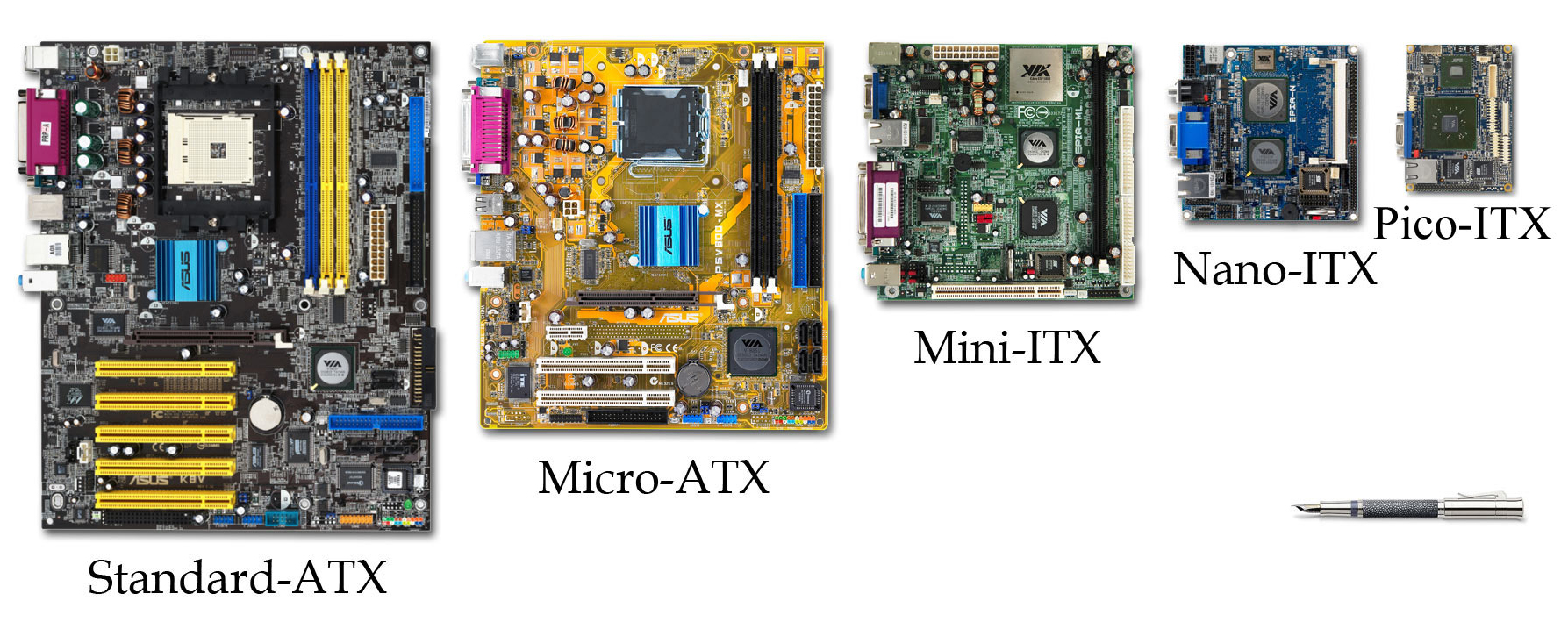
Comparação de alguns fatores de forma comuns da placa-mãe (caneta para referência da escala)

## Compensações
Fatores de forma menores podem oferecer uso mais eficiente de espaço limitado, maior flexibilidade na colocação de componentes em uma montagem maior, uso reduzido de material e, maior facilidade de transporte. No entanto, fatores de forma menores geralmente possuem em custos maiores nas fases de projeto, fabricação e manutenção do ciclo de vida da engenharia e não permitem as mesmas opções de expansão que fatores de forma maiores. Em particular, o projeto de computadores de fator de forma menores e equipamentos de rede deve envolver uma consideração cuidadosa de resfriamento. A manutenção pelo usuário final e o reparo de dispositivos eletrônicos pequenos, como telefones celulares, geralmente não são possíveis, que podem ser desencorajados por cláusulas de anulação de garantia; tais dispositivos requerem manutenção profissional — ou simplesmente substituição — quando falham.

## Exemplos

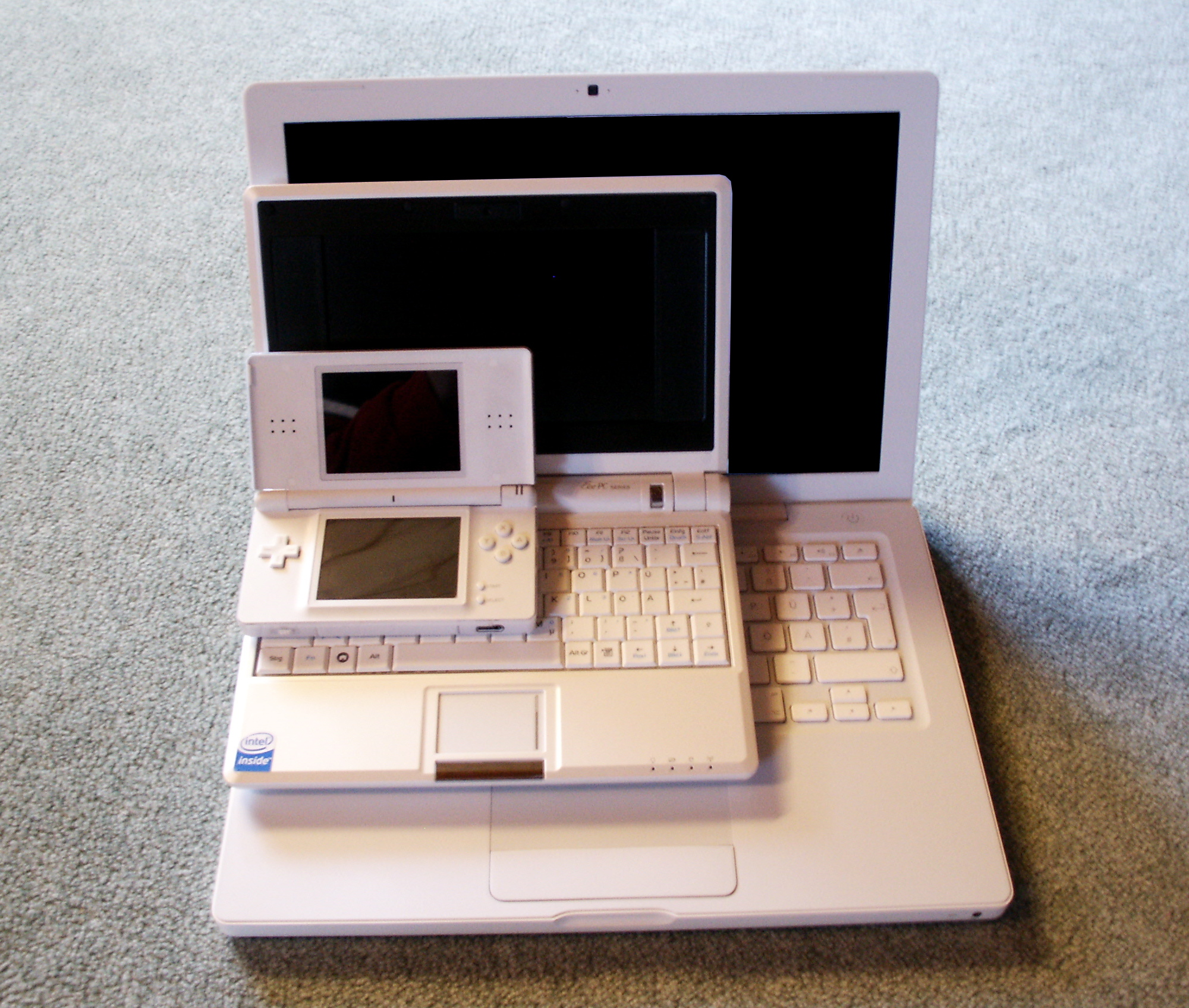
Comparação de tamanho de vários fatores de forma móvel (do menor ao maior: portátil Nintendo DS Lite, netbook Asus Eee PC e laptop MacBook)

Os fatores de forma do computador compreendem vários padrões específicos da indústria para placas -mãe, especificando dimensões, fontes de alimentação, posicionamento de orifícios e portas de montagem e outros parâmetros. Outros tipos de fatores de forma para computadores incluem:
- Fator de forma pequeno (SFF): um conjunto de padrões mais vagamente definido que pode se referir a placas-mãe e gabinetes de computador. Os dispositivos SFF incluem minitorres e PCs de home theater.
- Fator de forma de caixa de pizza, um design de formato largo e plano usado para computadores e switches de rede; geralmente dimensionados para instalação em um rack de 19 polegadas .
- PC tudo em um[6]
- Computador portátil "lunchbox"[6]

### Componentes
- Fatores de forma da unidade de disco rígido, as dimensões físicas de um disco rígido de computador
- Fator de forma do gabinete do disco rígido, as dimensões físicas de um gabinete de disco rígido de computador
- Fator de forma da placa-mãe, as dimensões físicas de uma placa-mãe de computador

### Fatores de forma móvel
- Laptop/notebook, um design de computador portátil Clamshell com um formato de "design em concha" e teclado conectado.[6]
- Mininotebook, PC ultramóvel, netbook e computador tablet, são vários fatores de forma para dispositivos que são menores e geralmente mais baratos do que um notebook típico.
- Telefone móvel, uma ampla gama de tamanhos e layout dos telefones celulares.[6] As amplas categorias de fatores de forma incluem: barras, telefones flip e, controles deslizantes, com muitos subtipos e variações. Incluem também phablet (um tablet pequeno) e, dispositivos portáteis industriais.[6] O tradicional designer do tablet, é fino, unilateral, sem uso de teclado físico e,[7] ergonômico, para fácil uso quando a pessoa está em movimento.[8]
- Stick PC, um computador de placa única em um pequeno invólucro alongado semelhante a um bastão